# Турки в Німеччині
Турки в Німеччині — це етнічна меншина турків, що проживають в Німеччині. Нині етнічні турки становлять найбільшу етнічну меншість у Німеччині.
Окрім етнічних турків проживають також турки-кіпріоти та турки з інших держав Європи.

## Історія
Німецькі держави контактували з турками з XVII і XVIII століть, коли Османська імперія намагалася розширити свої території за межами північних Балкан. Дві облоги Відня було здійснено турками в 1529 і 1683 роках. Після відступу армії залишилася велика кількість турків, які вперше стали постійно жити в Німеччині.
Новий етап розпочався з експансією Пруссії у середині XVIII століття. У 1731 року герцог Курляндії представив 20 турецьких гвардійців королю Фрідріху-Вільгельму I, також у свій час, як стверджується, 1000 мусульманських солдатів служили в прусської кавалерії. Захоплення прусського короля Просвітництвом відбилося у увазі релігійним потребам його мусульманських солдатів.
Великомасштабна імміграція турецьких робітників з початку 1960-х років була викликана, з одного боку, високим зростанням населення та масовим безробіттям у Туреччині, а з іншого, потребою у робітників у північно-західній Європі. Західна Німеччина, як та інші країни Західної Європи, почала відчувати дефіцит робочої сили початку 1950-х. Наймання робітників із середземноморських країн було простим способом вирішення цієї проблеми. У 1961 році будівництво Берлінського муру посилює дефіцит, обмеживши приплив іммігрантів з НДР. Туреччина в цей час стикається з високим рівнем безробіття. Турецький уряд запропонував Німеччині наймати турецьких заробітчан.
Договори про наймання 1961 року різко збільшили приплив до Німеччини робітників із Туреччини, зробивши її основною приймаючою країною для турецьких заробітчан. У 1961 року у Німеччину іммігрували лише 7 116 турецьких робочих, але їх кількість швидко зростала. Вже 1971 року у Німеччині жили і працювали 652 тис. турецьких громадян, а 1981 року — 1 млн 546 тис. В результаті, до 1973 року близько 80 % всіх турків Західної Європи жили в Німеччині, і хоча ця частка зменшилася до 70 % до 1990, Німеччина залишається основною країною поселення турецьких іммігрантів.
Останнє зростання кількості їдучих у 1981—1984 роках було викликане масовим безробіттям у Німеччині та політикою матеріального заохочення рееміграції турків. Але внаслідок цього число іммігрантів, які повернулися до Туреччини, залишалося відносно невеликим, і їх від'їзд не зупинив швидке зростання турецького населення Німеччини.
У 1970-ті роки приблизно 400 000 турецьких робітників повернулося до Туреччини, а решта скористалися правом на возз'єднання сім'ї, щоб їхні сім'ї переїхали до них до Німеччини. Як результат, між 1974 і 1988 роками кількість турків у Німеччині практично подвоїлася, нормалізувалося співвідношення статей, а вікова структура стала значно молодшою, ніж у німецького населення, через більшу кількість дітей на сім'ю. До 1987 року 21 % етнічних німців були молодші 21 року, тоді як серед турків у Німеччині ця цифра становила 42 %.

## Демографія
Турки у Німеччині переважно проживають у великих міських агломераціях. Близько 60 % турецьких іммігрантів живе у великих містах, ще приблизно чверть у невеликих. Переважна більшість проживає на території колишньої Західної Німеччини. Більшість живе в індустріальних регіонах, таких як Північний Рейн-Вестфалія і Баден-Вюртемберг, в робочих околицях таких великих міст, як Берлін (особливо в Кройцберзі, який відомий як Маленький Стамбул), Кельн, Дуйсбург, Дюссельдорф, Майнц, Мюнхен та Штутгарт.

## Релігія

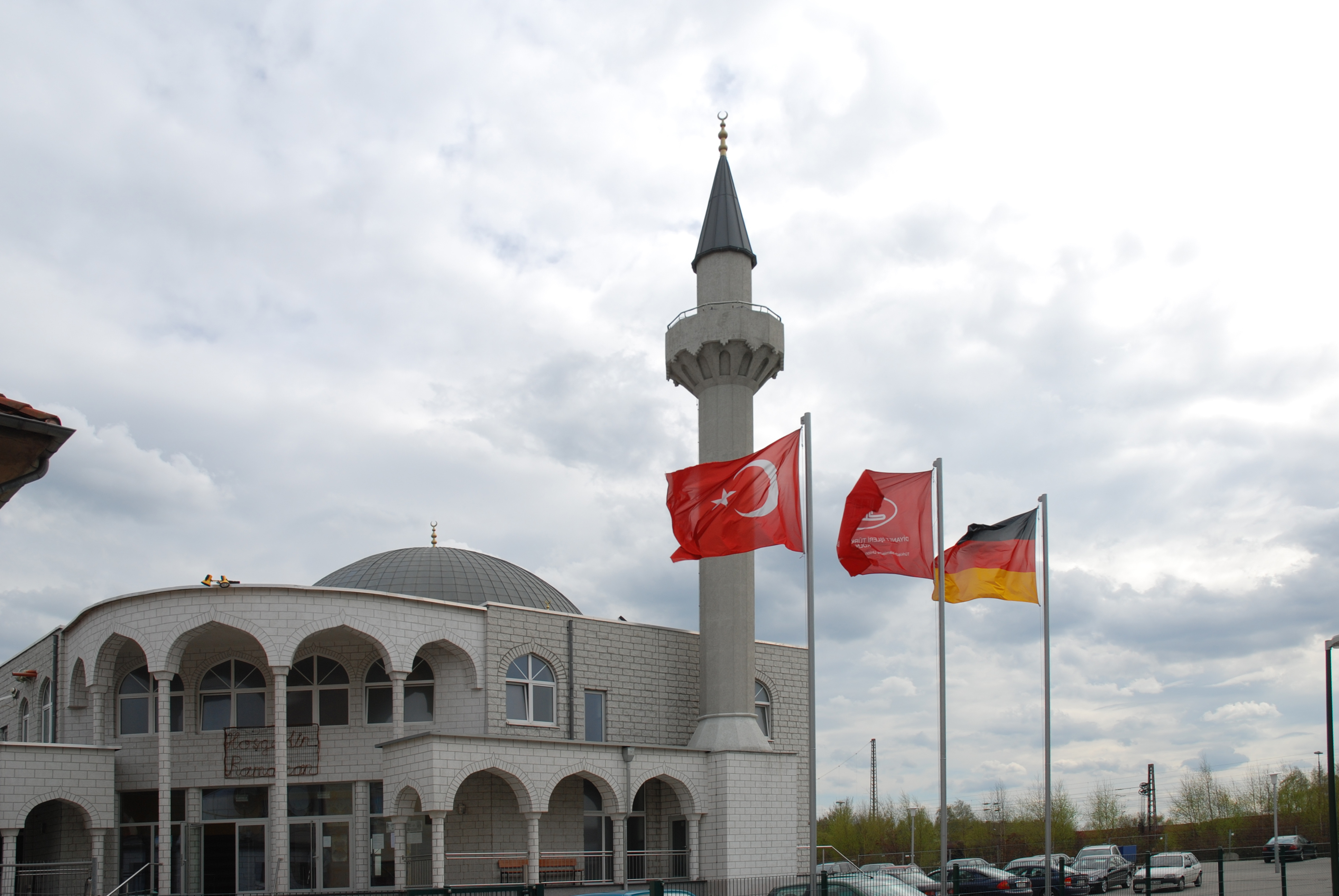
Мечеть Селіміє у Люнені.

Турки — основна мусульманська етнічна група у Німеччині. Власне, у 1960-ті роки турків було синонімом слова мусульманин. За даними на 2009 рік, турки становили 63,2 % мусульманського населення Німеччини. Таким чином, іслам у Німеччині переважно представлений турками. Релігія для турків у Німеччині має особливо важливе значення з причин, пов'язаних із національною самоідентифікацією, ніж із власне вірою. Більш ніж інші прояви їхньої культури, іслам розглядається як та особливість, яка найбільше відрізняє турків від більшості німецького населення.
Також є громада турків, що сповідують християнство.